# Гессігайм
Гессігайм (нім. Hessigheim) — громада в Німеччині, знаходиться в землі Баден-Вюртемберг. Підпорядковується адміністративному округу Штутгарт. Входить до складу району Людвігсбург.
Площа — 5,03 км2. Населення становить 2511 ос. (станом на 31 грудня 2020).